# Eodorcadion licenti
Eodorcadion licenti là một loài bọ cánh cứng trong họ Cerambycidae.